# Fest i Mumindalen
Fest i Mumindalen är ett svenskt datorspel utvecklat av Tati Mixedia och baserat på Mumintrollen. Det gavs ut hösten 1996.
Tati Mixedia hade tidigare utvecklat spelet Backpacker. Förläggare för spelet var BMG Interactive, som även var förläggare för Backpackerserien. Tati Mixedia utvecklade spelet efter förfrågan från BMG, men hade själva stått för utformning. IQ Media var distributör för spelet.
Spelet skapades av Mattias Adolfsson, Jenny Brusk och Jens Thorsen. Brusk och Thorsen skrev manus medan Adolfsson skapade 3D-grafik och animation. För musiken stod Peter Lundblad.
Bland röstskådespelarna fanns Elina Salo (Lilla My), Susanna Ringbom (Muminmamman), Tom Wentzel (Muminpappan), Nicke Lignell (Mumintrollet)  och Ragni Grönblom (Snorkfröken). Några hade gjort samma roller tidigare, bland andra Salo som Lilla My.

## Handling och spelupplägg
Huvudberättelsen är att Muminfamiljen ännu inte vaknat efter vintern och spelaren ska hjälpa Lilla My att väcka dem.
Grafiken består i huvudsak av förrenderad 3D-grafik.

## Mottagande
Aftonbladet gav fyra plus av fem. Helsingborgs Dagblad uppskattade spelets detaljrikedom och att det kunde varieras vilket gav en stark femma i betyg. I Norge gav Bergensavisen betyget fyra av sex och spelet recenserades även av VG. I Finland recenserades spelet av Helsingin Sanomat. I Danmark recenserades det av Jyllands-Posten, Politiken och Weekendavisen.
Mot slutet av 1997 uppskattades spelet ha sålts i 18 000 exemplar. Det hade då nyligen kommit ut på franska och en lansering i Japan stod för dörren. Några år senare uppskattande tillverkaren att spelet hade sålts i ungefär 50 000 exemplar. Det hade översatts till engelska, franska, danska, norska, finska och japanska.